# Eticho I. (Ammergau)
Ato von Buchau, Graf des Eritgaues, (auch Eticho I., Etico oder Hatto genannt; * um 875, † um 910; gesichert 902) war ein Angehöriger des Geschlechts der Welfen der schwäbischen Linie und gehörte somit zum schwäbischen Hochadel.
Ato wurde von König Ludwig dem Deutschen beauftragt, die Güter und die Rechte der Abtei der Stadt St. Gallen zu schützen.
Er heiratete um 870 Adelindis (II.) von Buchau. Aus der Ehe gingen – ab etwa 870/75 – eine Reihe Kinder hervor, u. a. Heinrich mit dem goldenen Wagen.
Ato von Buchau trat Überlieferungen nach als Gründer der Gemeinde Attenweiler und als Erbauer eines Klosters im Oberammergau auf.